# Joan Bakker
Joannes Petrus Anthonius Maria (Joan) Bakker (Blokker, 18 februari 1919 – 28 augustus 1999) was een Nederlandse beeldhouwer.
Joan (of Jan) Bakker werd geboren in Oosterblokker en bezocht in Rotterdam de Academie van Beeldende Kunsten en Technische Wetenschappen. Hij was onder anderen een student van Herman Mees (1880-1964).
Bakker was met zijn echtgenote, de beeldhouwster en keramiste Maria Elias, werkzaam in Rotterdam.

## Werken in de openbare ruimte (selectie)
- 1948 Het Ambacht, gevelreliëf voormalige LTS in Slikkerveer
- 1950 Bevrijdingsmonument Vreewijk, Brink in Rotterdam
- 1956 Mozaïek, gevel kantoorpand Veerhaven 4 in Rotterdam[1]
- 1960 Vogels (?), abstracte sculptuur Burg. Koningssingel in Rotterdam
- 1961 Meisje en jongen met vogel, Schere in Rotterdam
- 1962 Liggende vrouwenfiguur, Heindijk in Rotterdam

Fotogalerij

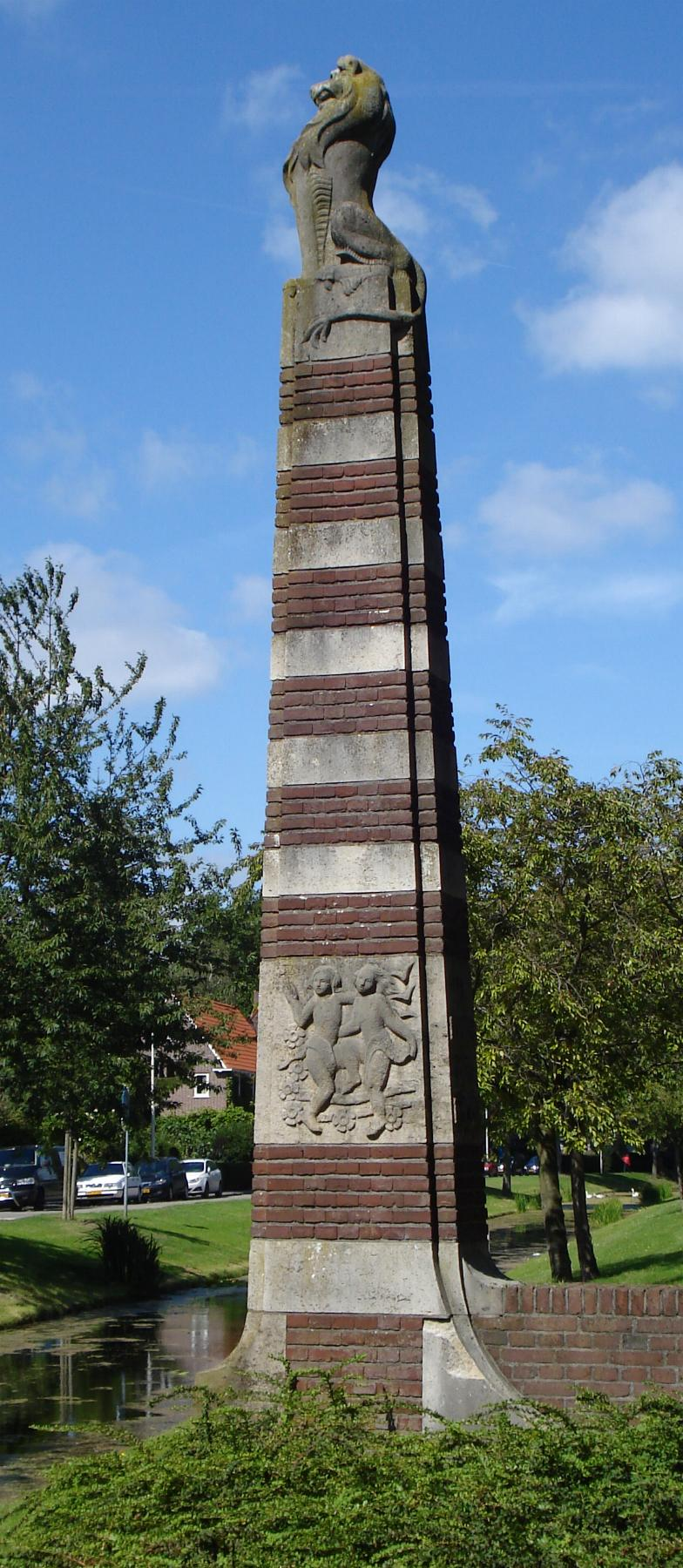
Bevrijdingsmonument Vreewijk, Rotterdam
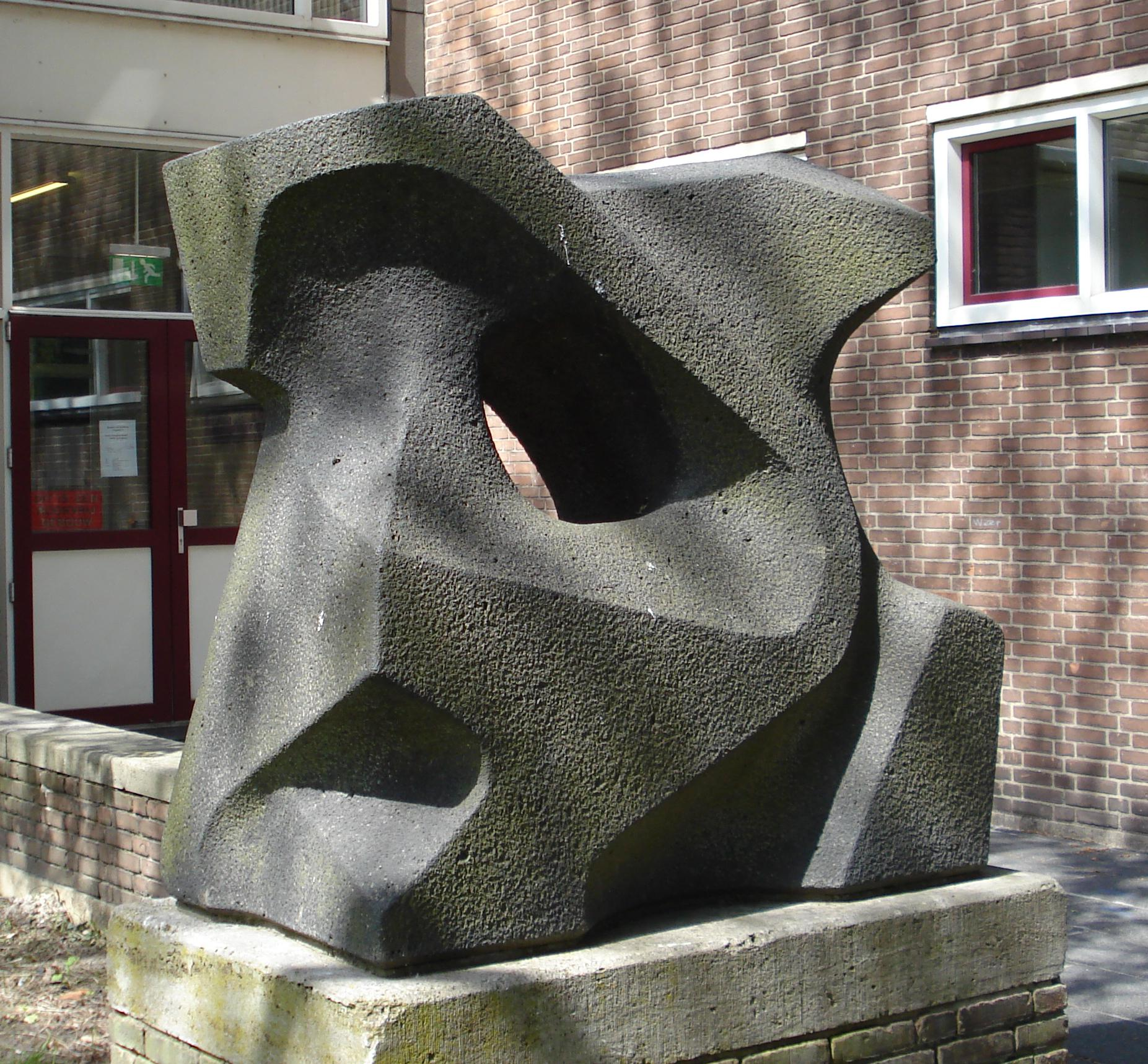
Abstracte sculptuur
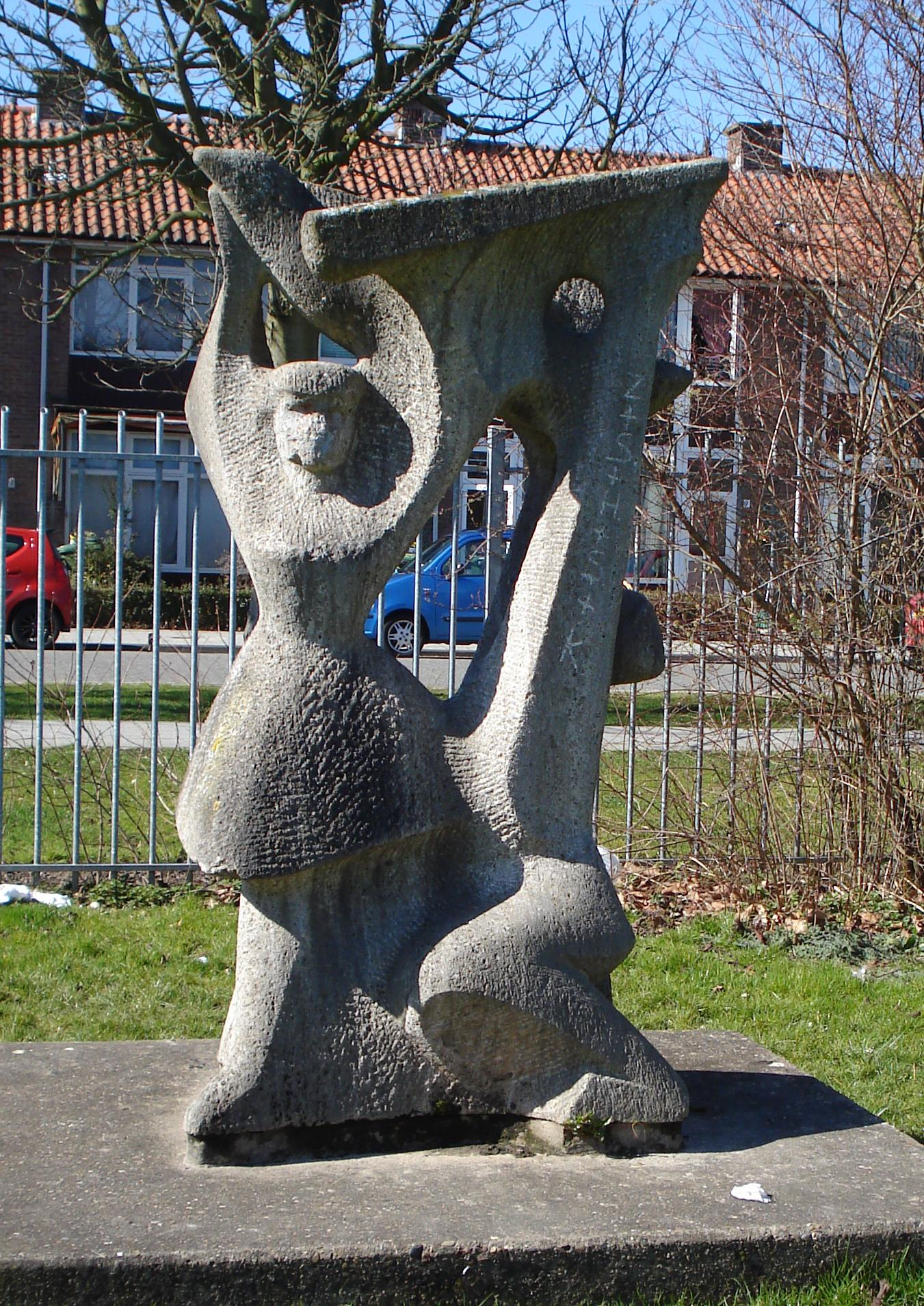
Meisje en jongen met vogel
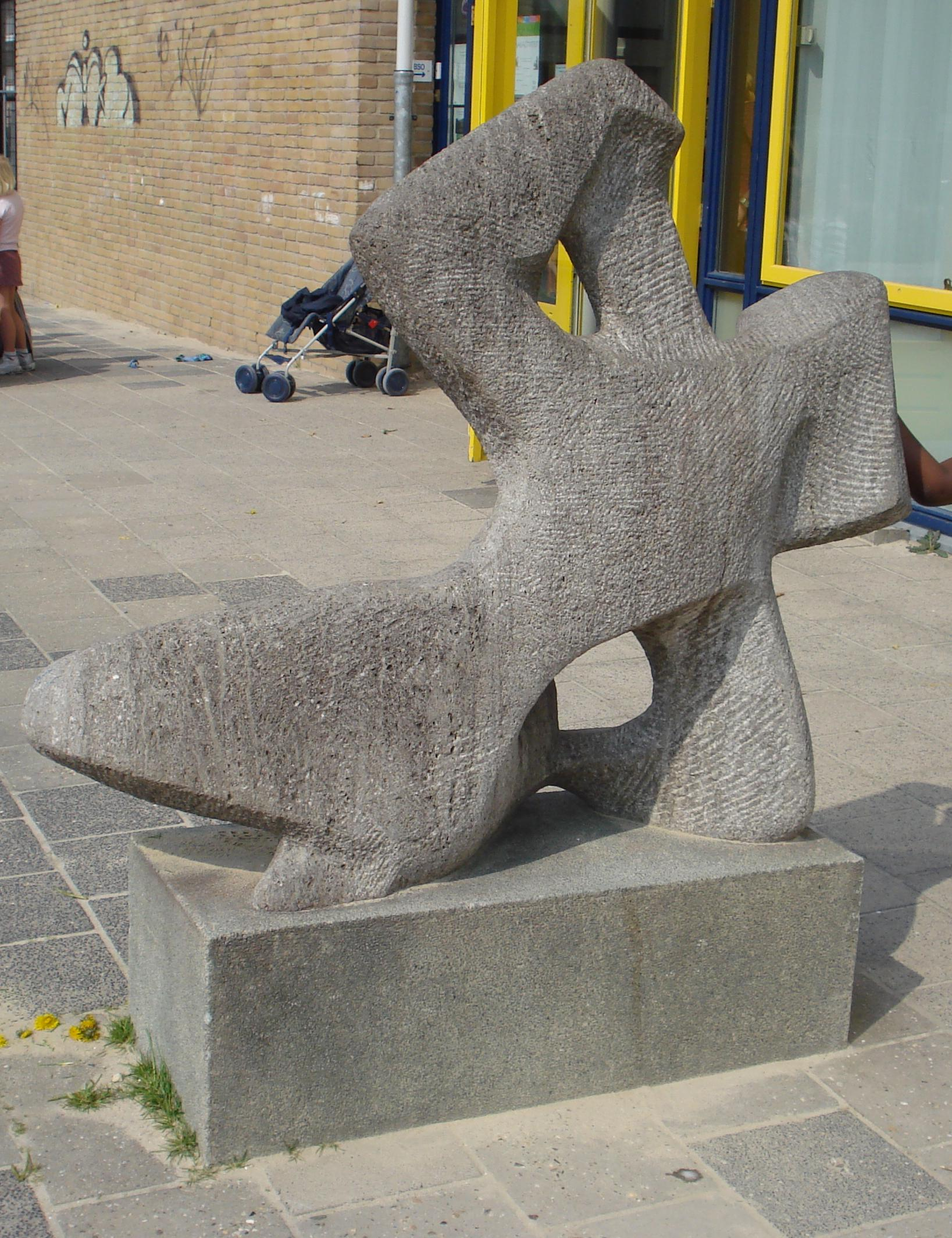
Liggende vrouwenfiguur